# Isnard de Sabran
Isnard de Sabran (Francia, 1275 - Catania, Sicilia, 1297) fue un noble francés.

## Biografía
Era hijo de Ermengol de Sabran, señor de Ansouis, y Laudune d'Albe de Roquemartine. Fue hermano de Elzéar II de Sabran, Cecilia de Sabran y Amphélise de Sabran, y hermanastro de Guillermo de Sabran, tercer conde de Ariano; Eustaquio de Sabran; Sibila de Sabrán y Beatriz de Sabran.

## Matrimonio y descendencia
Se casó con Margarita de Villehardouin, baronesa de Akova, con quien tuvo dos hijas:
- Isabel de Sabran, Infanta de Mallorca
- Margarita de Sabran

Isnard murió en 1297.